# Wiesau
Wiesau é um município da Alemanha, situado no distrito de Tirschenreuth, no estado da Baviera. Tem 42,72 km² de área, e sua população em 2019 foi estimada em 4.012 habitantes.